# Copie (art)

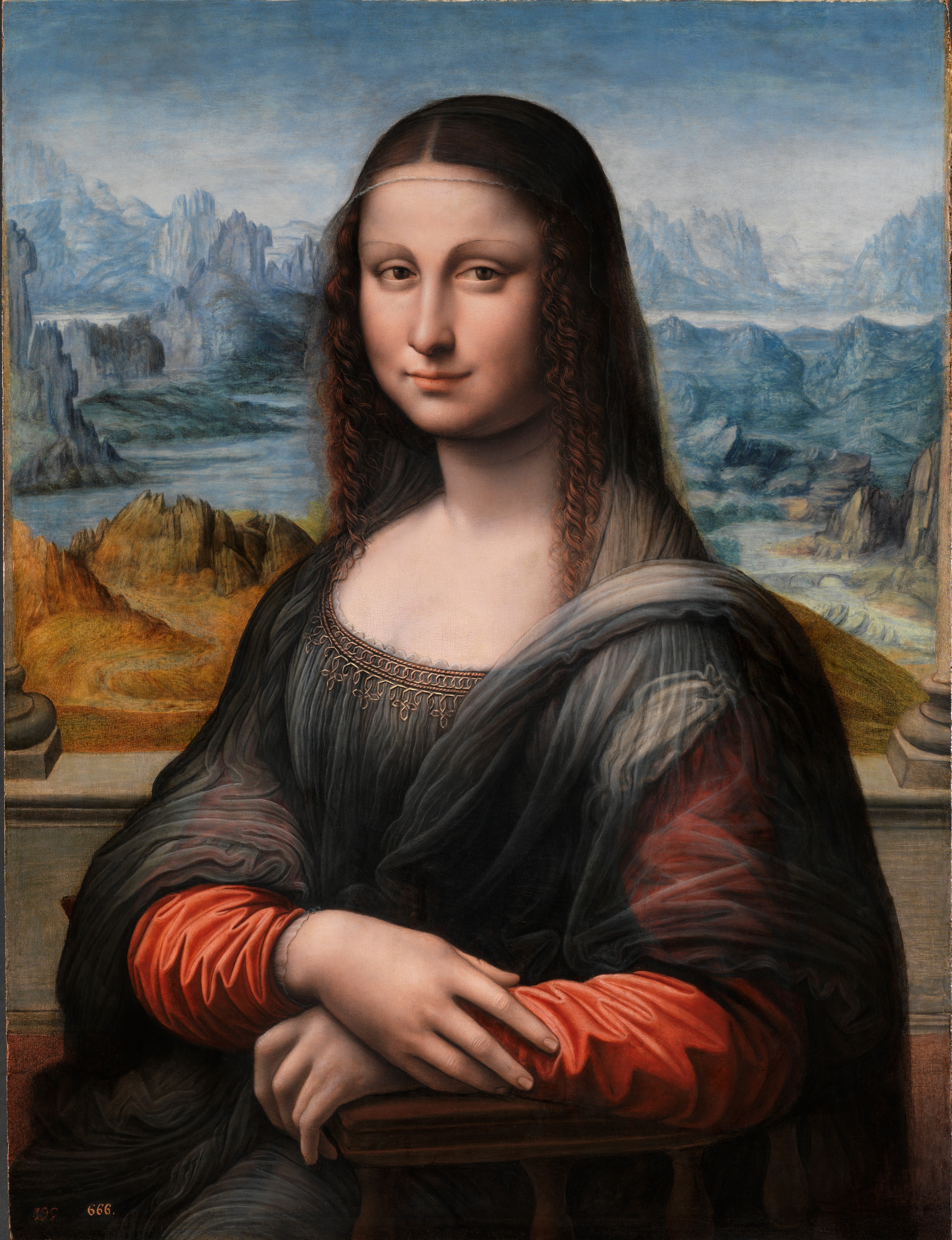
Copie contemporaine de la Joconde (musée du Prado).

Une copie est une reproduction plus ou moins fidèle d'une œuvre d'art originale, qu'il s'agisse de peinture, sculpture, dessin ou gravure. La copie est à différencier du faux qui est une imitation d'une œuvre ou du style d'un artiste réalisée dans une intention frauduleuse. 

## Caractéristiques
La pratique de la copie est attestée depuis l'antiquité, plusieurs répliques en marbres du  discobole de Myron sont les seuls témoignages de l'original en bronze qui a disparu, ou la Mosaïque d'Alexandre copie d'une fresque du IVe siècle attribuée à Philoxène d'Érétrie. La copie peut avoir plusieurs destinations, à des fins d'agrément, pour posséder la reproduction d'une œuvre originale faite à la main, dans l'apprentissage des beaux-arts, pour la formation des artistes, en copiant des œuvres des maîtres du passé, ou pour des raisons de conservation afin de préserver un original trop fragile, ce qui a été fait par exemple avec Lascaux II pour les peintures rupestres des grottes de Lascaux.  